# Hiperostoza korowa

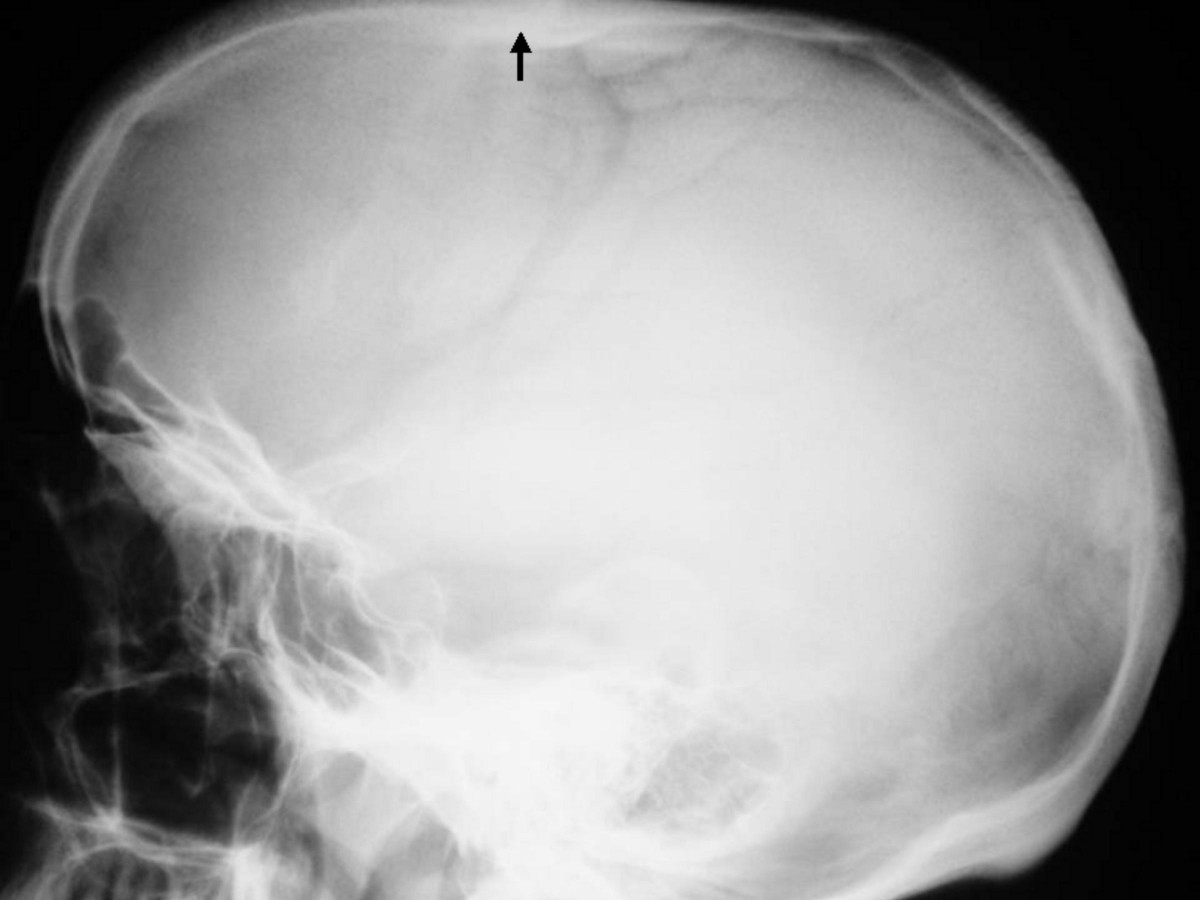
Hiperostoza kości sklepienia czaszki u pacjenta z nieokreślonym typem schorzenia

Hiperostoza korowa (łac. hyperostosis corticalis generalisata) – grupa wrodzonych chorób kości, w których obrazie klinicznym występuje uogólnione, symetryczne stwardnienie śródkostne. Opisano do tej pory cztery postaci hiperostozy korowej, różniące się obrazem klinicznym, etiologią i sposobem dziedziczenia:
- choroba van Buchema
- choroba Wortha
- choroba Nakamury
- choroba Truswella-Hansena.